# معهد الإحصاء الألباني
معهد الإحصاء الألباني (بالألبانية: Instituti i Statistikave (Shqipëri)، بالإنجليزية: Institute of Statistics (Albania)): هي كيان قانوني عام مستقل مكلف بإنتاج الإحصاءات الرسمية في ألبانيا.
يتم تنظيم المعهد على المستوى المركزي، مع مكاتب إحصائية إقليمية على المستوى المحلي تعمل ضمن هيكله التنظيمي، الذي يتم اعتماده بقرار من برلمان ألبانيا، وفقًا لبنود التشريعات السارية على المؤسسات المستقلة.